# Siegmund Moritz Wilhelm von Langen

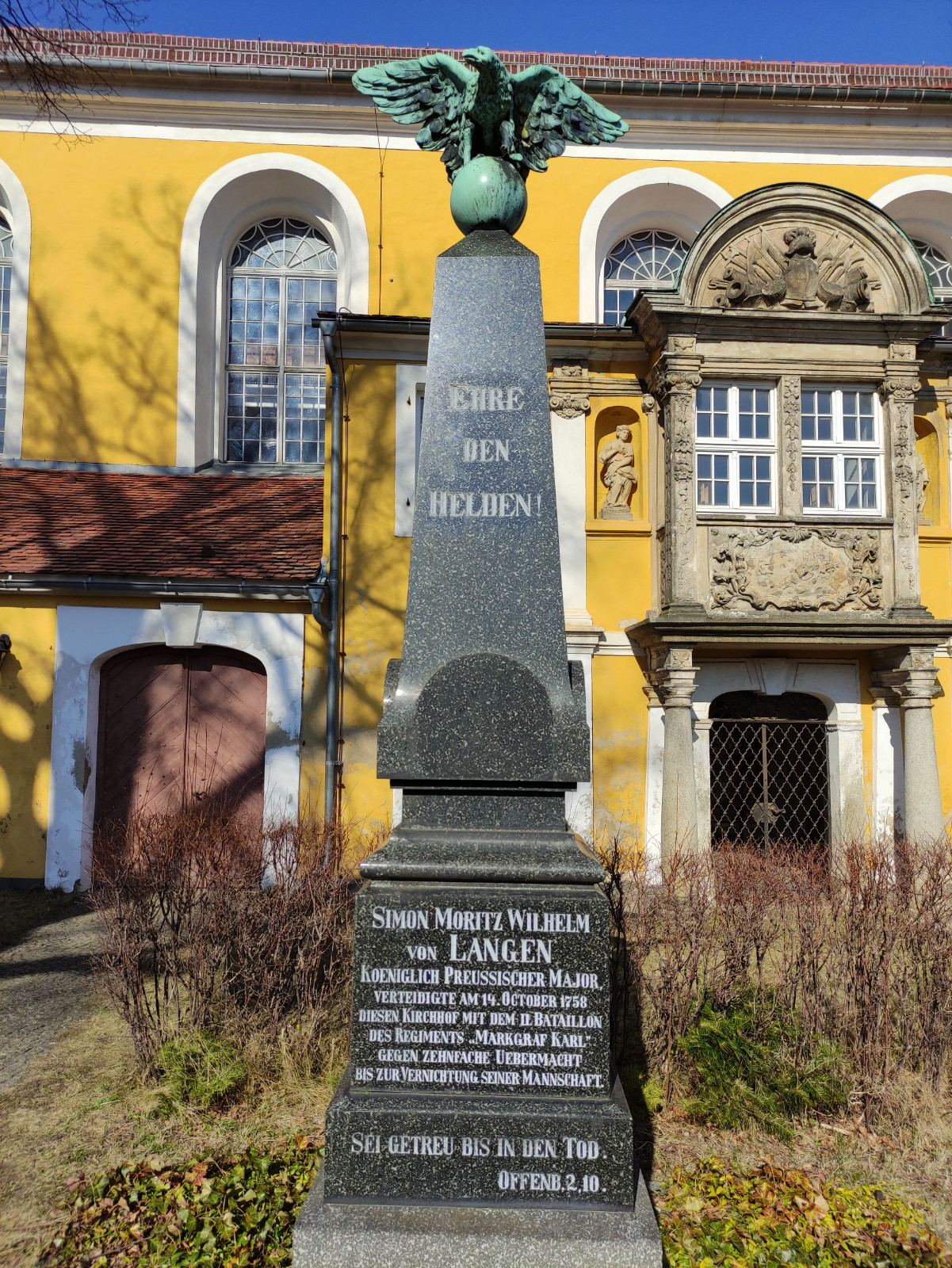
Gedenkobelisk für Langen und sein II. Bataillon auf dem Kirchhof in Hochkirch (2022)

Siegmund (auch: Simon) Moritz Wilhelm von Langen (* 1706 auf Hausberge bei Minden; † 21. Oktober 1758 in Bautzen) war ein preußischer Stabsoffizier.

## Leben
Siegmund bzw. Simon Moritz Wilhelm von Langen wurde als sechstes von sieben Kindern des kgl. Oberjägers und Gutsbesitzers Johann von Langen und seiner Frau Catharina Margarethe von Spiegel zum Desenberg auf dem Langen'schen Hof in Hausberge geboren. Getauft wurde er als „Simon Moritz Wilhelm“ von Langen am 23. Juni 1706 in Minden, St. Petri.
Mit 15 Jahren trat Langen am 19. März 1721 in Berlin als Kadett in preußische Dienste ein und wurde dem Infanterie-Regiment von Kröcher zugeteilt. 1736 verließ er die Armee als Sekondeleutnant, vermutlich, weil weitere Beförderungen bisher ausgeblieben waren. Als jedoch Friedrich der Große bald nach seinem Regierungsantritt die Armee bedeutend vergrößerte, meldete sich Langen erneut zur Armee. Dieses Mal wurde er in das neu aufgestellte Regiment zu Fuß „Markgraf Heinrich von Brandenburg“ eingereiht. 1750 wurde er Hauptmann und bekam eine Kompanie im Infanterie-Regiment „Markgraf Karl“. Zum Major ist er wahrscheinlich erst nach der Schlacht bei Leuthen, in der er verwundet wurde, befördert worden. Mit seinem Regiment nahm er auch an der Belagerung von Olmütz teil.
Bekannt wurde Langen durch seine Rolle in der Schlacht bei Hochkirch am 14. Oktober 1758. Er verteidigte mit dem zweiten Bataillon des Infanterie-Regiments „Markgraf Karl“ den Friedhof gegen eine sieben- bis achtfache Übermacht. Trotz stundenlanger Angriffe ergaben sich die Preußen nicht. Als dem Bataillon die Munition ausging, gab Langen am Morgen den Befehl zum Ausbruch. Nur wenigen gelang dies, Langen selbst wurde schwer verwundet und geriet in österreichische Gefangenschaft. Am 21. Oktober 1758 erlag er in Bautzen seinen Verletzungen.

## Denkmäler
Langen ist einer der wenigen preußischen Stabsoffiziere, die sich in der Reihe der Generäle auf dem 1851 enthüllten Reiterstandbild Friedrichs des Großen von Christian Daniel Rauch in Berlin (heute in der Straße „Unter den Linden“) finden. In Hochkirch wurde 1903 zwischen dem Kirchhoftor und der Kirche selbst ein Obelisk aufgestellt, mit dem Major Simon Moritz von Langen geehrt wird, der „diesen Kirchhof mit dem 2. Bataillon des Regiments Markgraf Karl gegen zehnfache Übermacht bis zur Vernichtung seiner Mannschaft verteidigte“.